# Maurice Mandrillon
Pour les articles homonymes, voir Mandrillon.
Gabriel Maurice Mandrillon, né le 23 août 1902 aux Rousses (Jura) et mort le 11 février 1981 à Lons-le-Saulnier (Jura), est un fondeur et patrouilleur militaire français. Son frère Camille Mandrillon est aussi sportif.

## Palmarès
- Jeux olympiques d'hiver de 1924 à Chamonix
  -  Médaille de bronze en patrouille militaire.

## Liens  externes
- Ressources relatives au sport :   - CIO
  - Olympedia